# Широкая Балка (Горловский городской совет)
Широкая Балка (укр. Широка Балка) — посёлок, входит в Горловский городской совет Донецкой области Украины.
Население по переписи 2001 года составляло 477 человек. Телефонный код — 6242.

## Местный совет
84693, Донецька обл., Горлівська міськрада, с-ще Озерянівка, вул. Ріхтера, 1, тел. 5-12-95  (укр.)